# Лекарство от бессонницы
«Лекарство от бессонницы» (англ. The Cure for Insomnia) — официально зарегистрированный Книгой рекордов Гиннесса самый длинный фильм. Рекорд держался девятнадцать лет до 23 апреля 2006 года, пока на экраны не вышел фильм «Матрёшка».

## Сюжет
Фильм не имеет сюжета как такового: на протяжении всех трёх с половиной суток, пока длится лента, актёр Ли Гробан читает зрителю свою 4080-страничную поэму «Лекарство от бессонницы» (The Cure for Insomnia). В нескольких местах повествование внезапно прерывается видеоклипами в жанре «хеви-метал» и порно.

## Показ
Премьерный показ состоялся при полном зале в Чикагском Институте искусств с 31 января по 3 февраля 1987 года без перерывов.